# Wolfgang Hochbruck
Wolfgang Hochbruck (* 28. Juni 1959 in Aachen) ist ein deutscher Amerikanist und Hochschullehrer an der Albert-Ludwigs-Universität Freiburg.

## Leben
Nach dem Abitur 1978 und dem Wehrdienst bei der deutschen Bundesmarine studierte Hochbruck von 1980 bis 1986 Englisch und Deutsch an der Albert-Ludwigs-Universität Freiburg und an der Dalhousie University in Halifax, Nova Scotia (Kanada). 1985 und 1986 legte er in Freiburg das Erste Staatsexamen in Englisch und Deutsch, im Sommer 1986 mit einer Arbeit über Die Propagandaliteratur der Preußischen und Deutschen Kriegsmarine das Magisterexamen ab. Von 1987 bis 1990 war Hochbruck Lehrbeauftragter am Englischen Seminar der Universität Freiburg, wo er – nach Forschungsaufenthalten in Berkeley und Tucson/Arizona – im Juli 1990 mit einer von Paul Goetsch betreuten Arbeit über Die Darstellung und ideologische Funktion indianischer Mündlichkeit in der nordamerikanischen Literatur promoviert wurde. Nach der Habilitation 2001 an der Universität Stuttgart ist er seit 2003 Universitätsprofessor für Nordamerikanische Philologie in Freiburg im Breisgau.

## Schriften (Auswahl)
- Die Propagandaliteratur der Preußischen und Deutschen Kriegsmarine. (Freiburg (Breisgau), Univ., Mag.-Arb., 1986).
- „I have spoken“. Die Darstellung und ideologische Funktion indianischer Mündlichkeit in der nordamerikanischen Literatur. Gunter Narr Verlag, Tübingen 1991, ISBN 3-8233-4480-3 (Zugl.: Freiburg (Breisgau), Univ., Diss., 1990).
- „Treu zur Union“. Braunschweiger Offiziere und Schriftsteller und der amerikanische Bürgerkrieg. Braunschweig 2008, ISBN 3-927939-76-5.
- Die Geschöpfe des Epimetheus. Veteranen, Erinnerung und die Reproduktion des amerikanischen Bürgerkriegs. Wiss. Verl. Trier, Trier 2011, ISBN 978-3-86821-254-9 (Teilw. zugl.: Stuttgart, Univ., Habil.-Schr., 2001).
- Helden in der Not. Eine Kulturgeschichte der amerikanischen Feuerwehr. Göttingen 2018, ISBN 3-8353-3279-1.